# Dix chapeaux en 60 secondes
Dix chapeaux en 60 secondes er en fransk stumfilm fra 1896 af Georges Méliès.